# Manuel Akanji
Manuel Obafemi Akanji, född 19 juli 1995 i Neftenbach, är en schweizisk fotbollsspelare som spelar för Manchester City. Han representerar även Schweiz landslag.